# Meridiano 101 W
O meridiano 101 W é um meridiano que, partindo do Polo Norte, atravessa o Oceano Ártico, América do Norte, Oceano Pacífico, Oceano Antártico, Antártida e chega ao Polo Sul. Forma um círculo máximo com o Meridiano 79 E.
Começando no Polo Norte, o meridiano 101º Oeste tem os seguintes cruzamentos:
| País, território ou mar        | Notas                                                                                |
| ------------------------------ | ------------------------------------------------------------------------------------ |
| Oceano Ártico                  |                                                                                      |
| Canal de Peary                 |                                                                                      |
| Canadá                         | Nunavut - Ilha Ellef Ringnes                                                         |
| Estreito Dinamarquês           |                                                                                      |
| Canadá                         | Nunavut - Ilha King Christian                                                        |
| Corpo de água sem nome         |                                                                                      |
| Canadá                         | Nunavut - Ilha Helena                                                                |
| Estreito de Sir William Parker |                                                                                      |
| Enseada May                    |                                                                                      |
| Canadá                         | Nunavut - Ilha Bathurst                                                              |
| Canal de Parry                 | Viscount Melville Sound                                                              |
| Canadá                         | Nunavut - Ilha Príncipe de Gales                                                     |
| Baía Ommanney                  |                                                                                      |
| Canadá                         | Nunavut - Ilha Príncipe de Gales                                                     |
| Canal de McClintock            | Passa a oeste da Ilha Gateshead, Nunavut, Canadá                                     |
| Canadá                         | Nunavut - Ilha Victoria e Ilha Admiralty                                             |
| Estreito Victoria              |                                                                                      |
| Golfo da Rainha Maud           |                                                                                      |
| Canadá                         | Nunavut continental Manitoba                                                         |
| Estados Unidos                 | Dacota do Norte Dacota do Sul Nebraska Kansas Oklahoma Texas                         |
| México                         | Coahuila Nuevo León Coahuila Zacatecas San Luis Potosí Guanajuato Michoacán Guerrero |
| Oceano Pacífico                |                                                                                      |
| Oceano Antártico               |                                                                                      |
| Antártida                      | Território não reivindicado                                                          |